# イソブチリルCoA ムターゼ
イソブチリルCoA ムターゼ(Isobutyryl-CoA mutase、EC 5.4.99.13)は、以下の化学反応を触媒する酵素である。
イソブチリルCoA {\displaystyle \rightleftharpoons } ブチリルCoA
従って、この酵素の基質はイソブチリルCoA、生成物はブチリルCoAである。
この酵素は異性化酵素、特にその他の基を移す分子内転位酵素に分類される。系統名は、2-メチルプロパノイル-CoA CoA-カルボニルムターゼ(2-methylpropanoyl-CoA CoA-carbonylmutase)である。補因子としてコバルトとコバミドCoAを必要とする。